# Anna-Kajsa Norman
Anna-Kajsa Norman, känd som Spel-Stina eller Spelstina, född 1820, död 1903, var en svensk spelman (fiolist) och kompositör. 

## Biografi
Anna-Kajsa föddes i södra Dalarna och bosatte under tonåren i Torsåker, där hon fått arbete som piga. Hon gifte sig, 11 november 1836, med Erik Hellström med vilken hon fick fem barn. De bodde på "Skumpen" i byn Berg. 
Hon beskrivs som en skicklig musikant och som en av Gästriklands mest framstående spelkvinnor. Hennes son musikfanjunkaren Anders Hellström skrev ner en del av hennes låtar varav några betecknades som "Från Hälsingland" och "Från Delsbo" vilket visar att hon ibland arbetsvandrade i Hälsingland och fick med sig musik hem också. Det var sällsynt med kvinnliga spelmän under hennes samtid och än mer sällsynt med en så god historisk dokumentering som finns efter denna spelkvinna. Av låtarna efter henne är några få speciella för trakten, men desto fler är allmänna på andra platser i landet. 

## Eftermäle
Spelstinamedaljen och Spelstinastipendiet instiftades 2004 till minne av Anna-Kajsa Norman. Det delas ut årligen till förtjänta kvinnliga folkmusiker och spelmän i samband med en festival där de kvinnliga spelmännen och musikanterna lyfts fram.
Låtarna finns samlade i ett nothäfte som kan beställas av Gästriklands Spelmansförbund.